# Krysí závod

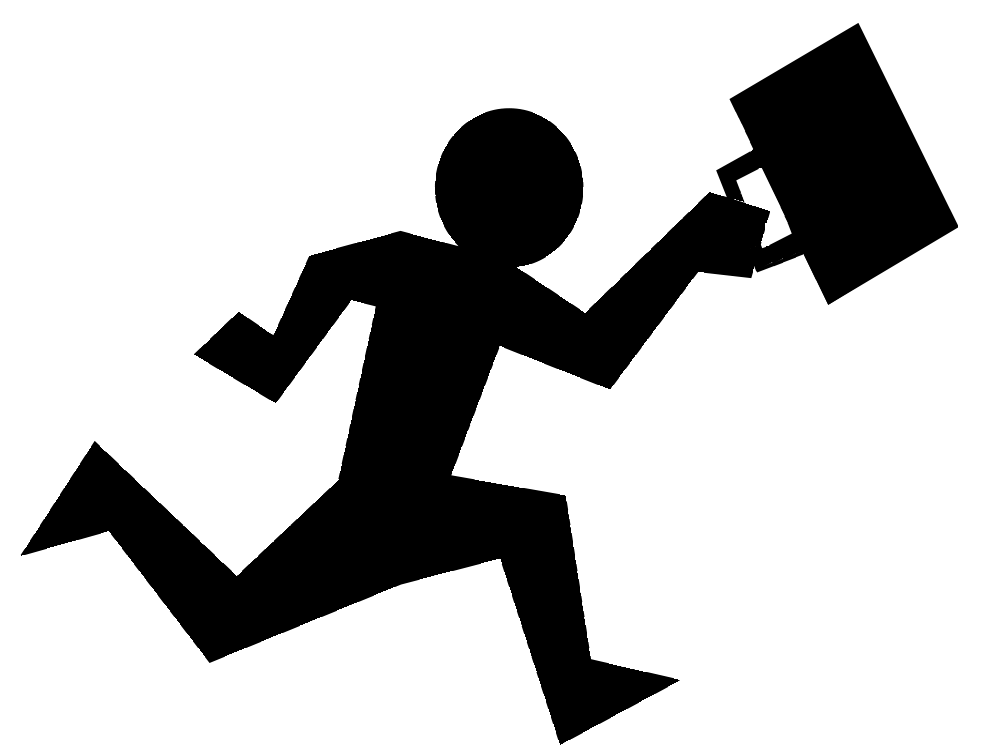
Umělecké ztvárnění moderního krysího závodu.

Krysí závod (v angličtině rat race) je nekonečný, sebezničující nebo nesmyslný hon za něčím. Tato fráze přirovnává lidi ke krysám, které se marně snaží získat odměnu, například sýr. Může také označovat boj o finanční nebo pracovní postup.
Tento pojem je běžně spojován s vyčerpávajícím, opakujícím se životním stylem, při kterém nezbývá čas na odpočinek nebo zábavu.

## Etymologie
Nejstarší známý výskyt je z roku 1934. V souvislosti s leteckým výcvikem byl původně krysí závod hrou na následování vůdce, při níž musel pilot stíhačky ve výcviku kopírovat všechny úkony (smyčky, výkruty, obraty, Immelmannovy zatáčky atd.), které prováděl zkušený pilot. Od roku 1945 nabyl tento výraz významu "konkurenční boj".

## Historické použití
- The Rat Race je název románu, který Jay Franklin napsal v roce 1947 pro časopis Colliers Magazine a poprvé vyšel knižně v roce 1950. Je věnován "těm pár krysám ve Washingtonu, které nenosí kufříky".
- Termín byl použit v článku o Samuelu Goudsmitovi, který vyšel v roce 1953 pod názvem A Farewell to String and Sealing Wax~I a ve kterém Daniel Lang[2] napsal,

Někdy, když má sardonickou náladu, přemýšlí, jestli si synchrotrony, betatrony, kosmotrony a všechny ostatní přístroje, které fyzikové v poslední době sestrojili k vytváření energie urychlováním částic hmoty, nedělají ze svých vynálezců špatný vtip. "Urychlují i nás," říká hlasem, v němž je stále patrná stopa přízvuku jeho rodného Holandska. Při protestu proti urychlování může Goudsmit mluvit autoritativně, protože během pouhých několika let se u něj, stejně jako u mnoha dalších současných fyziků, změnil způsob života z poklidného rozjímání na krysí závod.
- Philip K. Dick použil tento termín v knize The Last of the Masters, která vyšla v roce 1954:

"Možná," řekl McLean tiše, "bychom pak mohli z tohohle krysího závodu vystoupit. Ty, já a všichni ostatní. A žít jako lidé." "Krysí závod," zamumlal Fowler. "Krysy v bludišti. Dělají triky. Plnící úkoly, které vymyslel někdo jiný." McClean zachytil Fowlerův pohled. "Někým z jiného druhu."
- Jim Bishop[3] použil termín "krysí závod" ve své knize The Golden Ham: A Candid Biography of Jackie Gleason. Tento termín se objevuje v dopise, který Jackie Gleason napsal své ženě a v němž píše: "Televize je krysí závod a pamatujte si, že i když vyhrajete, pořád jste krysa."
- William H. Whyte použil termín v knize The Organization Man:[4]

Slovo "kolektiv" většina z nich nedokáže použít – s výjimkou označení cizích zemí nebo organizací, pro které nepracují. Jsou si však vědomi toho, že jsou organizaci zavázáni mnohem více než jejich starší kolegové. Mluví o "běžícím pásu", o "krysím závodě", o neschopnosti ovládat své směřování.

## Řešení
"Útěk z krysího závodu" může mít několik různých významů:
- přestěhování se do (obvykle) více venkovské oblasti,
- odchod do důchodu, výpověď nebo ukončení pracovní činnosti,
- přechod od vysoce namáhavé práce k méně namáhavé (jako je životní styl tang ping mladých Číňanů),
- přijetí buddhovského způsobu myšlení,
- přechod na úplně jinou práci,
- práce na dálku,
- finanční nezávislost na zaměstnavateli,
- život v souladu s přírodou,
- rozvíjení vnitřního postoje odstupu od materialistických snah,
- odpoutání se od společenských norem.

## Hudba
- Slave to the Wage z alba Black Market Music z roku 2000 od anglické alternativní rockové skupiny Placebo je píseň, která popisuje klasický krysí závod.
- Píseň Escape (Free Yo Mind From This Rat Race), která v roce 1988 vyšla na druhé straně singlu Glam Slam z Princova alba Lovesexy.
- Píseň Rat Race od anglické ska skupiny The Specials.
- Píseň Mice Race britské anarcho-punkové/deathrockové skupiny Rudimentary Peni.
- Píseň Rat Race Devil's Playground od Billyho Idola z roku 2005.
- Píseň Rat Race Rastaman Vibration od Boba Marleyho z roku 1976.
- The Clockwise Witness z alba A Mad & Faithful Telling z roku 2008 od skupiny DeVotchKa je píseň, která popisuje marnost krysího závodu.
- Píseň Even if You Win, You're Still a Rat od skupiny Architects z roku 2012.
- Píseň RatRace z roku 2007 od anglické metalové skupiny Skindred.
- Píseň The Racing Rats od anglické rockové skupiny Editors.